# Normanion ruffoi
Normanion ruffoi is een vlokreeftensoort uit de familie van de Opisidae. De wetenschappelijke naam van de soort is voor het eerst geldig gepubliceerd in 1988 door Diviacco & Vader.